# Миронівка (станція)
Миронівка — дільнична залізнична станція 1-го класу Козятинської дирекції (ДН-2) Південно-Західної залізниці на сходженні ліній Фастів I — Миронівка, Київ — Миронівка та Миронівка — Богуслав (вантажна)  та Миронівка — Цвіткове Одеської залізниці. Розташована у місті Миронівка Київської області.
Станція Миронівка є передатною — на сходженні двох залізниць — на 107-му км, за 4 км від станції починається вже Одеська залізниця.

## Історія
Станція у Миронівці відкрита 1876 року під час прокладання залізничної лінії Фастів — Миронівка — Знам'янка.
Спочатку була проміжною, проте згодом утворена на значну вузлову станцію, у 1923 році споруджено лінію Миронівка — Кагарлик (на початку 1980-х років прокладена до Києва), у 1930-х роках — лінії Миронівка — Канів та на Богуслав.

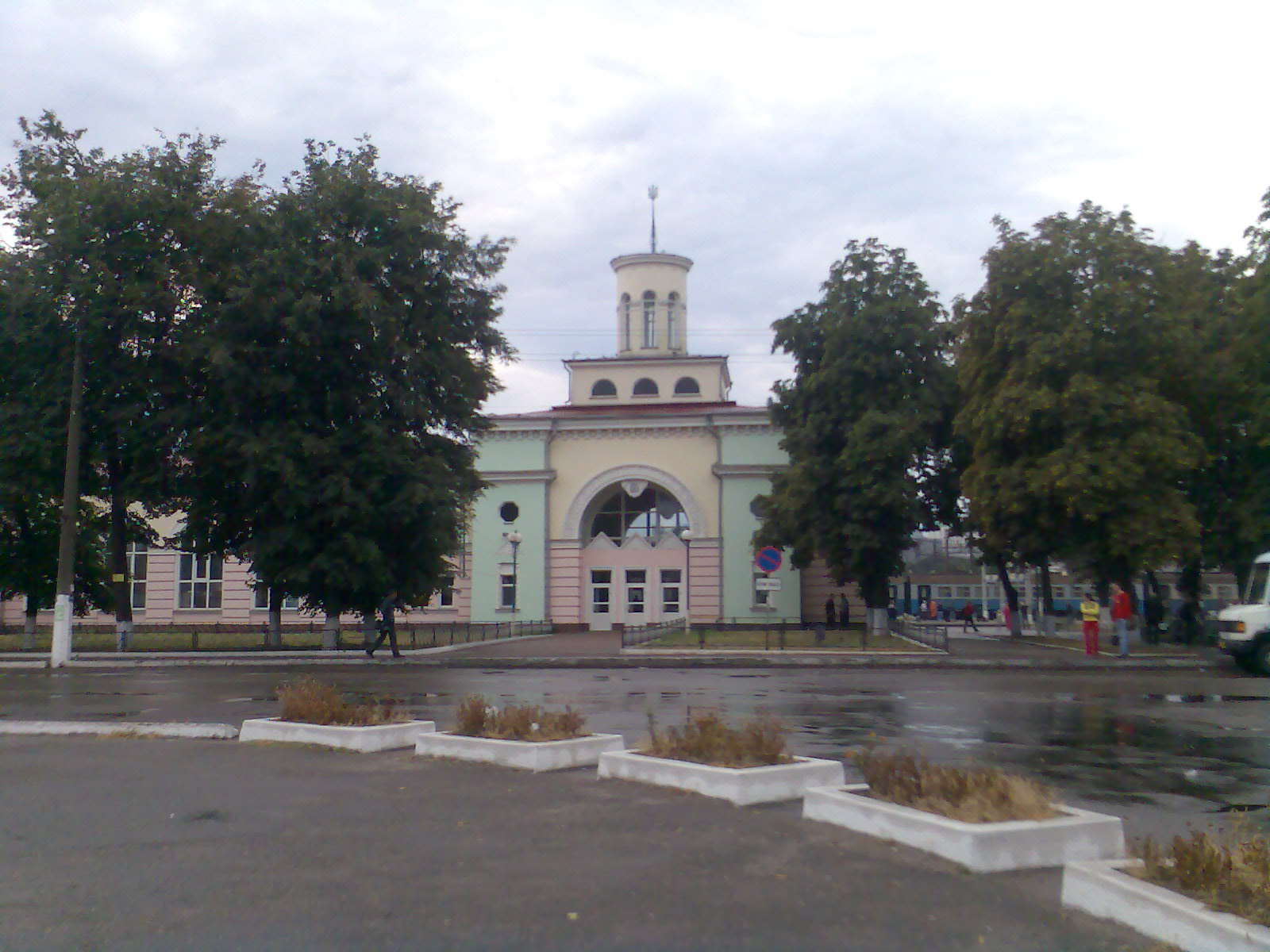
Вокзал станції Миронівки

Станція зазнала руйнувань під час Другої світової війни. Було зруйновано будівлю старого вокзалу, нанесено значних руйнувань самій станції. Нове приміщення вокзалу було збудоване 1953 року за проєктом архітектора Петра Красицького.
1963 року електрифвкована дільниця Фастів — Миронівка змінним струмом (~25 кВ).
1986 року завершена електрифікація лінії Київ — Миронівка.
У 2000-ні роки була проведена реконструкція станції. Було проведено капітальний ремонт вокзалу.

## Розташування та колійний розвиток
Станція розташована на 102-му км лінії Фастів I — Миронівка та 103-му км лінії Київ-Деміївський — Миронівка.
Відстань до станції Київ-Пасажирський через Фастів I — 159 км, через Київ-Деміївський — 110 км.

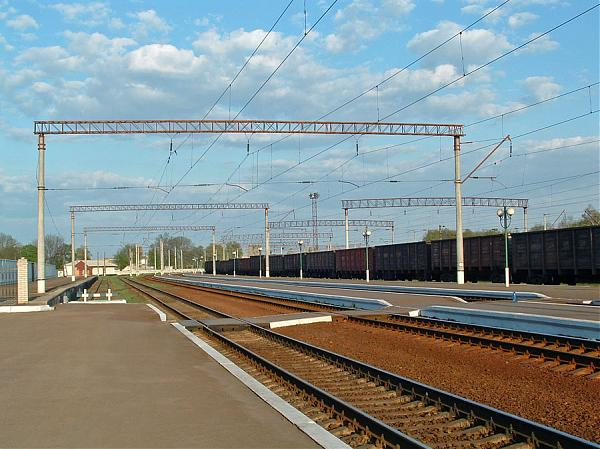
Краєвид на платформи станції

Найближча станція у напрямку Фастів I — Карапиші, у напрямку Києва — зупинний пункт Пустовіти, в бік Корсуня — Яхни. Дільниця від Фастова до станції Миронівки повністю електрифікована.
Станція має дві платформи: бічну та острівну платформу, яка має вихід на 2 та 3 колії. В бік Корсуня розташована тупикова колія.

## Послуги
На станції Миронівка надаються послуги:
- багажне відділення: прийом, зберігання та видача багажу та вантажобагажу, зважування, маркування місця багажу, повідомлення одержувача про отриманий багаж;
- камери схову: зберігання ручної поклажі в автоматичних камерах схову та великогабаритних речей;
- довідки: видача усних та письмових довідок;
- використання телефону.

## Пасажирське сполучення
Через станцію Миронівка прямують та мають зупинку поїзди приміського та далекого сполучення.
Для всіх електропоїздів станція є кінцевою (станція виконує роль оборотного депо для маршрутів електропоїздів Київ — Миронівка та Імені Тараса Шевченка — Миронівка).
Маршрути приміських електропоїздів:
- Київ — Миронівка (ч/з Трипілля) (3 пари на день);
- Фастів I — Миронівка (4 пари на день, з них 3 — з Києва);
- Миронівка — ім. Тараса Шевченка (3 пари на день).

Колись існував прямий електропоїзд сполученням Київ — Цвіткове (скасований на початку 1990-х років).
Через станцію переважно курсують поїзди із Придніпров'я на Київ та Західну Україну. Не всі поїзди далекого сполучення тут зупиняються. Найближча зупинка частини поїздів знаходиться на станціях Київ-Пасажирський, Біла Церква, Імені Тараса Шевченка.
З 14 серпня 2022 року на станції Миронівка призначена зупинка регіональним поїздам № 781/782 сполученням Київ — Черкаси та № 790/789-792/791 Київ — Кременчук / Кропивницький.
З 28 лютого 2023 року призначені нові приміські сполучення із сусідніми регіонами:
- на маршруті Черкаси — Знам'янка призначений новий приміський поїзд № 6553/6554, якому на станції Імені Тараса Шевченка узгоджена пересадка на приміський поїзд № 6507 Знам'янка — Миронівка;
- призначений новий приміський поїзд № 6551/6552/6335 сполученням Черкаси — Кропивницький, у зворотному напрямку поїзд курсує під № 6336 за маршрутом Кропивницький — Знам'янка.

На маршруті Цвіткове — Знам'янка відбулися такі зміни:
- приміським поїздам № 6510, 6504 Цвіткове — Знам'янка змінено маршрут руху на Миронівка — Черкаси;
- приміським поїздам № 6503, 6507 Знам'янка — Цвіткове подовжено маршрут руху до Миронівки[5][6].